# مستریحه
مستریحه (به عربی: المستریحة) یک روستا در سوریه است که در ناحیه ابوالظهور واقع شده‌است. مستریحه ۲۹۴ نفر جمعیت دارد.